# Aegus beauchenei
Aegus beauchenei es una especie de coleóptero de la familia Lucanidae.

## Distribución geográfica
Habita en Karen, China y Vietnam.